# Cathédrale Sainte-Marie d'Osaka
Cette  cathédrale n’est pas la seule cathédrale Sainte-Marie.
La cathédrale Sainte-Marie d'Osaka (大阪カテドラル聖マリア大聖堂), ou cathédrale de l'Immaculée-Conception, est la cathédrale catholique de la ville d'Osaka au Japon.

## Histoire
Une première église dédiée à sainte Agnès est construite en 1893 ; elle est détruite lors du bombardement d'Osaka en 1945.
Le bâtiment actuel, dédié à Marie, a été construit en 1963.

## Localisation
Le terrain sur lequel se trouve la cathédrale appartenait à la famille Hosokawa, dont plusieurs membres étaient chrétiens.

## Décoration
Sur le parvis de la cathédrale se trouvent les statues de Hosokawa Gracia et Takayama Ukon. Cent vitraux illustrent les vies de Jésus et Marie.